# 马扎尔绍尔洛什
马扎尔绍尔洛什（匈牙利語：Magyarsarlós）是匈牙利巴兰尼亚州所辖的一个村。总面积8.03平方公里，总人口309，人口密度38.5人/平方公里（2011年1月1日）。